# Conghua
Conghua (vereenvoudigd Chinees: 从化市; Kantonees: Chong Faa Sie) is een arrondissement in de miljoenenstad Guangzhou in de zuidelijke provincie Guangdong van China. Conghua heeft 717.684 inwoners (2020).